# Бузек, Ханс
Ханс Бу́зек (нем. Hans Busek; 11 марта 1916 — ?) — австрийский шахматист.
Бронзовый призёр чемпионатов Австрии 1954 и 1955 годов.
В составе сборной Австрии участник двух шахматных олимпиад, предварительных соревнований командного первенства Европы и ряда международных командных матчей.

## Спортивные результаты
| Год  | Город                | Соревнование                                         | + | − | = | Результат | Место |
| ---- | -------------------- | ---------------------------------------------------- | - | - | - | --------- | ----- |
| 1949 | Вена                 | Матч Австрия — Чехословакия (против Я. Шайтара)      | 0 | 1 | 1 | ½ из 2    |       |
| 1950 | Дубровник            | IX Олимпиада (сборная Австрии, 2-я доска)            | 2 | 3 | 6 | 5 из 11   |       |
| 1954 | Баден                | Чемпионат Австрии                                    |   |   |   |           | 3     |
| 1955 | Райхенау-ан-дер-Ракс | Чемпионат Австрии                                    |   |   |   |           | 3     |
|      | Прага                | Матч Чехословакия — Австрия (против М. Уйтелки)      | 0 | 1 | 1 | ½ из 1    |       |
| 1956 | Москва               | XII Олимпиада (сборная Австрии, запасной)            | 1 | 1 | 3 | 2½ из 5   |       |
| 1963 | Бад-Пирмонт          | Квалификационный турнир командного первенства Европы | 0 | 2 | 2 | 1 из 4    |       |